# Longithorax similerythrops
Longithorax similerythrops är en kräftdjursart som beskrevs av Illig 1906. Longithorax similerythrops ingår i släktet Longithorax och familjen Mysidae. Inga underarter finns listade i Catalogue of Life.